# 嘉治隆一
嘉治 隆一（かじ りゅういち、1896年8月3日 - 1978年5月19日）は、日本の政治評論家。上田敏の娘婿。

## 略歴
兵庫県生まれ。東京帝国大学法学部卒、南満州鉄道東亜経済調査局勤務ののち、東京朝日新聞社に入社、1945年論説主幹、1947年出版局長。その後、獨協大学講師、文部省大学設置審議会委員、東京市政調査会評議員などを歴任。1945年9月より1946年4月まで朝日新聞のコラム、天声人語を担当。
『心』同人(生成会)委員も務め、柳田國男など文化人との交遊も広かった。中江兆民・田口卯吉・陸奥宗光などの研究・著作解説も行っている。作家三島由紀夫も、父平岡梓が嘉治の旧友という縁から親しい間柄で、1951年（昭和26年）出帆の初の世界一周旅行（詳細は『アポロの杯』を参照）に関しても世話になっている。

## 家族
- 弟の嘉治真三は東京大学社会科学研究所教授。その妻の淑子は田口文太の娘で田口卯吉の孫[2]。
- 妻の瑠璃子は上田敏の娘。
- 長男は東大教授・経済学者の嘉治元郎。妻の佐代は弁護士伊藤鉄之助の娘で、元郎と同じ東大経済学部卒[3]。
- 娘の小堀玲子は森鴎外の孫小堀鴎一郎の妻[2]。聖心女子大学名誉教授。
- 孫（元郎の娘）に嘉治美佐子、嘉治佐保子（慶應義塾大学経済学部教授）[3][4]

## 著書
- 『東方問題論』東宛書房 1939
- 『東邦研究』オリオン社 1940
- 『建国より現代までソ連の経済』誠文堂新光社 1941
- 『南窓記』昭林社 1942
- 『歴史を創る人々』大八洲出版 1948
- 『五月の旅』慶友社 1953
- 『明治の社会問題』慶友社 1955
- 『中江兆民』国土社「少年伝記文庫」 1956
- 『緒方竹虎』時事通信社 1962
- 『中江兆民』時事通信社「三代言論人集・第4巻」1963
- 『田口卯吉』時事通信社「三代言論人集・第5巻」1963
- 『人物万華鏡』朝日新聞社 1967
- 『沖縄・台湾日記』時事通信社・新書 1968
- 『人と心と旅 人物万華鏡 後篇』朝日新聞社 1973
- 『明治以後の五大記者 兆民・鼎軒・雪嶺・如是閑・竹虎』朝日新聞社[5] 1973

### 共著編著
- 『マルクスとエンゲルス』後藤信夫共著 弘文堂書房 1925
- 『近代ロシア社会史研究』編著 同人社 1925
- 『沖縄あれから二十年』編 時事通信社・新書 1966

### 翻訳
- ベルンシュタイン『修正派社會主義論』聚英閣［新人會叢書］ 1920.10
- マルクス、エンゲルス『独仏年誌鈔』我等社（我等叢書） 1927